# براين سعيد
براين سعيد (بالإنجليزية: Brian Said)‏ (مواليد 15 مايو 1973 في البلدة) لاعب كرة قدم مالطي دولي يجيد اللعب في خط الدفاع . يلعب حاليا لصالح نادي فلوريانا المالطي منذ 2009 .

## روابط خارجية
- براين سعيد على موقع الاتحاد الدولي (مؤرشف)  (الإنجليزية)
- براين سعيد على موقع الاتحاد الأوربي (الإنجليزية)
- براين سعيد على موقع قاعدة بيانات كرة القدم.إي يو (الإنجليزية)
- براين سعيد على موقع ناشيونال فوتبول تيمز (الإنجليزية)
- براين سعيد على موقع Soccerbase.com (لاعب) (الإنجليزية)